# Короткоусая трисса
Короткоусая трисса, или трисса Гамильтона (лат. Thryssa hamiltonii), — вид лучепёрых рыб семейства анчоусовых. Максимальная длина тела 27 см. Распространены в Индо-Тихоокеанской области.

## Этимология названия
Видовое название дано в честь Фрэнсиса Бьюкенен-Гамильтона (англ. Francis Buchanan-Hamilton, 1762—1829), шотландского учёного, который внёс значительный вклад в изучение географии, зоологии, ботаники Индии.

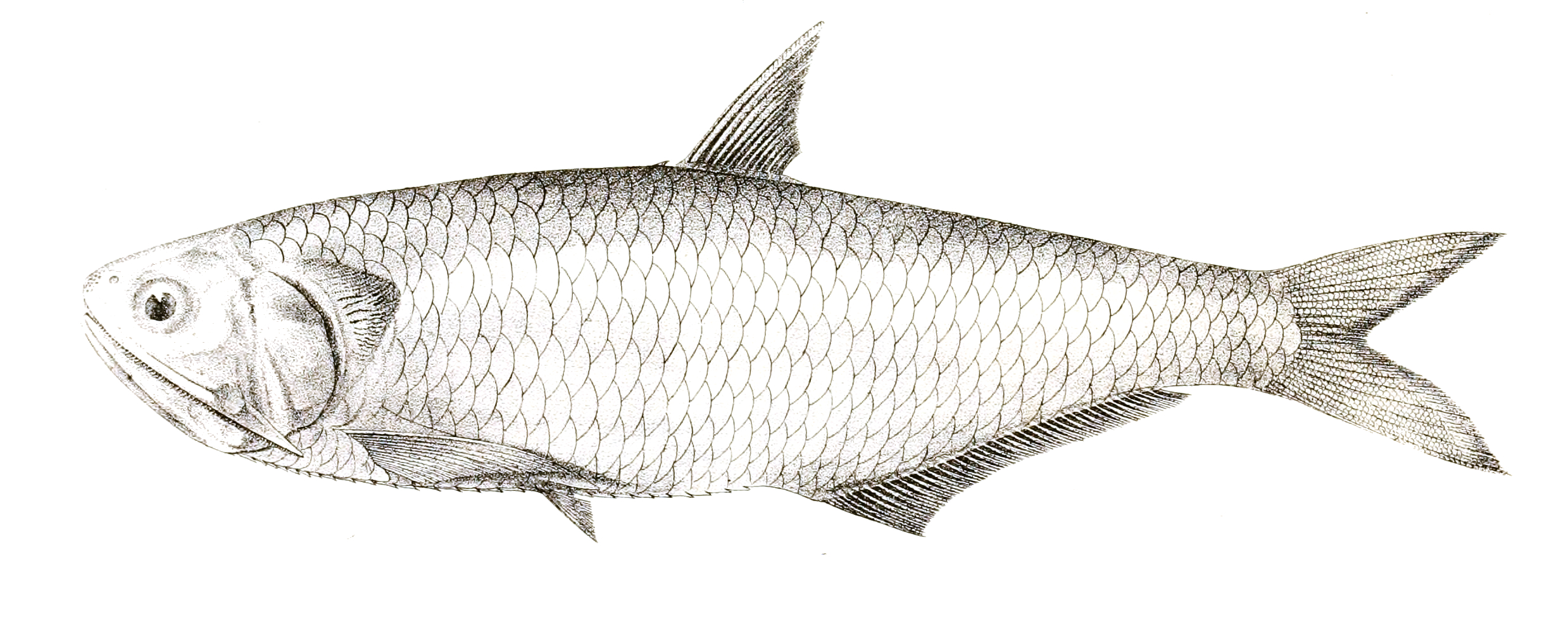

## Описание
Максимальная длина тела 27 см. Тело удлинённое, сжатое с боков. Вдоль брюха от истмуса до анального отверстия проходит ряд из 26—31 килеватых чешуй, из них 16—19 чешуй перед брюшными плавниками и 10—11 чешуй после брюшных плавников. Верхняя челюсть относительно короткая, её окончание доходит до или немного заходит за край жаберной крышки. Первая надчелюстная кость маленькая, овальной формы. Зубы очень маленькие, нет клыковидных зубов. На нижней ветви первой жаберной дуги 12—14 жаберных тычинок. Зазубрины на внутренней поверхности тычинок расположены равномерно. Ложножабра скрыта под кожей. Спинной плавник короткий, с 12—13 мягкими лучами. В анальном плавнике первые три луча неразветвлённые и 32—39 разветвлённых мягких лучей. Хвостовой плавник выемчатый. В латеральной серии 41—46 рядов чешуи. Полоски на чешуе не соединяются в центре чешуи.
Тело серебристо-белое, сверху оливково-серое, с пигментными линиями вдоль спины. Голова с золотыми оттенками, особенно на верхней челюсти и жаберных крышках. За верхней частью жаберного отверстия расположено тёмное пятно в виде горизонтальных волнистых линий чёрного цвета. Спинной плавник тёмно-жёлтый, первый луч и задняя граница плавника угольно-чёрные. Анальный плавник белый; грудной и брюшной плавники бледно-жёлтые. Хвостовой плавник жёлтый, его верхняя и нижняя границы угольно-чёрные.

## Биология
Морские пелагические рыбы. Образуют большие скопления в прибрежных водах на глубине 10—13 м. Могут заходить в эстуарии. Питаются креветками, копеподами, полихетами, амфиподами и молодью рыб. Нерестовый период в Персидском заливе продолжается с декабря до апреля с пиком в марте.

## Ареал
Распространены в Индо-Тихоокеанской области от Персидского залива вдоль побережья Южной и Юго-Восточной Азии до Филиппин и на север до Тайваня и островов Бонин и на юг до севера Австралии.